# Clastobasis
Clastobasis is een muggengeslacht uit de familie van de paddenstoelmuggen (Mycetophilidae).

## Soorten
- C. alternans (Winnertz, 1863)
- C. loici Chandler, 2001